# Vantage Development
Vantage Development S.A. – polska spółka deweloperska. Była notowana na Giełdzie Papierów Wartościowych w Warszawie od 2012 do 2020. Firma jest członkiem Polskiego Związku Firm Deweloperskich.

## Inwestycje[2]
Do inwestycji firmy należą (na dzień 04.01.2016):
- Promenady Wrocławskie – inwestycja mieszkaniowo-biurowa, znajdująca się w rejonie Wrocław-Śródmieście.
- Promenady Business Park – inwestycja biurowa, wchodząca w skład kompleksu Promenad Wrocławskich.
- Centauris – inwestycja mieszkaniowa, znajdująca się w rejonie Wrocław-Krzyki-Borek.
- Patio House – inwestycja mieszkaniowa, znajdująca się w rejonie Wrocław-Pilczyce.
- Parkowa Ostoja – inwestycja mieszkaniowa, znajdująca się w rejonie Wrocław-Pilczyce.
- Delta 44 – inwestycja biurowa, znajdująca się przy ulicy Dąbrowskiego 44.
- Grona Park – inwestycja handlowa, znajdująca się w Zielonej Górze.
- Galaktyka – inwestycja handlowa, znajdująca się w rejonie Wrocław-Krzyki-Borek, przy ulicy Ślężnej 118.
- Living Point Mokotów – inwestycja mieszkaniowa, znajdująca się w rejonie Warszawa-Mokotów.
- Nowe Żerniki - inwestycja mieszkaniowa, znajdująca się w rejonie Wrocław-Fabryczna.

## Historia[3]
Na początku lat 90. spółka została wydzielona z PKP i przekształcona w Przedsiębiorstwo Państwowe Zakłady Naprawcze Taboru Kolejowego we Wrocławiu.
W 1995 roku firma została przekształcona w spółkę akcyjną Skarbu Państwa.
W 2001 roku wszystkie akcje spółki zakupili Józef Biegaj i Grzegorz Dzik. Nazwa firmy została zmieniona na Asset Invest Poland S.A.
W 2007 zmieniono nazwę na obecną.
W roku 2008 firma weszła w skład akcjonariatu Worldstar Investment S.a.r.l i Impel, a następnie podpisała ze spółką Impel i Impel Security Polska sp.z.o.o umowę inwestycyjną.
W marcu 2012 weszła na Giełdę Papierów Wartościowych w Warszawie, wycofała się z niej w kwietniu 2020.

## Władze firmy[4]
Prezes zarządu: Edward Laufer.
Przewodniczący rady nadzorczej: Grzegorz Dzik.